# Fack ju Göhte – Das Musical
Fack ju Göhte – Das Musical, auch Fack Ju Göhte – Se Mjusicäl, ist ein Musical basierend auf dem gleichnamigen Spielfilm. Es wurde von Simon Triebel, Nicolas Rebscher und Kevin Schroeder im Auftrag von Constantin Film verfasst und am 21. Januar 2018 im Münchner Werk 7 im Werksviertel uraufgeführt. Die Spieldauer beträgt etwa zweieinhalb Stunden inklusive Pause. Von Januar bis März 2023 fand eine Tour mit 46 Auftritten in 15 deutschen, 4 österreichischen und 3 schweizerischen Städten statt. Am 15. Februar 2023 wurde die Verlängerung der Tour im Herbst und Winter 2023/24 angekündigt.

## Handlung
Zeki Müller kommt gerade aus dem Knast und will seine Beute holen. Doch an der Stelle, an der seine Komplizin Charlie die Beute versteckt hat, steht die neue Turnhalle der Goethe-Gesamtschule. Kurzerhand will Zeki die Stelle des Hausmeisters annehmen, wird jedoch von Direktorin Gerster irrtümlich als neuer Aushilfslehrer eingestellt.
Seine Kollegin, die überkorrekte Lisi Schnabelstedt, verurteilt seine unorthodoxen Methoden aufs Schärfste. Doch da sie selber mit der Problemklasse 10b überfordert ist, übernimmt Zeki die Klasse. Beim Schwimmunterricht muss Lisi erkennen, dass Zekis Methoden Wirkung zeigen und die Klasse vor ihm Respekt hat.
Zeki kommt durch Lisis Zeitkapsel-Projekt ins Grübeln. Denn er erfährt dadurch von den Lebensträumen und der Perspektivlosigkeit der Schüler. Er ist zwischen den Schülern, Lisi und der Beute hin- und hergerissen.

## Hintergrund
Das Musical entstand nach dem Vorbild des Films Fack ju Göhte von Bora Dagtekin aus dem Jahr 2013. Der Film war sehr erfolgreich und erhielt zahlreiche Auszeichnungen, wodurch ein großes Potenzial für eine Musical-Umsetzung vorhanden war. Viele Dialoge und Situationen sind an den Film angelehnt.
Mitte August 2017 gab Stage Entertainment Germany bekannt, dass Fack ju Göhte als Musical an den Start gehe. Als Spielstätte entschied sich das Unternehmen für München. Den Umbau des ehemaligen Pfanni-Kartoffellagers in das Werk 7 ließ sich das Unternehmen fünf Millionen Euro kosten. Regisseur des Musicals war Christoph Drewitz. Die Proben begannen am 13. Dezember 2017. Ende Mai 2018 wurde bekannt, dass das Musical zum 9. September 2018  und damit zum Ablauf der geplanten Minimallaufzeit eingestellt werde. Laut der Produktionsfirma Stage Entertainment hatten bis dahin etwa 58.000 Zuschauer das Musical besucht, was einer insgesamt nur „zufriedenstellenden“ Auslastung entsprach.

## Aufführungen
| Aufführungsort                             | Premiere         | Derniere          | Aufführungen |
| ------------------------------------------ | ---------------- | ----------------- | ------------ |
| München (Werk 7)                           | 21. Januar 2018  | 9. September 2018 | > 200        |
| Tour I (Deutschland, Österreich & Schweiz) | 14. Januar 2023  | 13. März 2023     | 46           |
| Tour II (Deutschland & Österreich)         | 27. Oktober 2023 | 20. Januar 2024   | 61           |

## Titelliste
| Erster Akt - „Frische Luft“ – Zeki, Charlie & Attila - „Amok“ – Ensemble - „Asapissimo“ – Frau Gerster - „Frische Luft (Reprise)“ – Zeki - „Lisi beruhig dich“ – Lisi - „Amok (Reprise)“ – Ensemble - „Hier kommt der Mob“ – Zeki und Ensemble - „Hier kommt der Mob (Reprise)“ – Zeki und Ensemble - „Weg von hier“ – Laura - „Kaltes Wasser“ – Zeki, Lisi und Ensemble - „Zeitkapsel“ – Ensemble - „Zeig uns, was du hast“ – Charlie, Laura und Ensemble - „Unser Leben ist toll“ – Zeki und Ensemble | Zweiter Akt - „Nein Doch“ – Ensemble - „Sprayersong“ – Ensemble - „Ganz schön knapp“ – Zeki und Lisi - „Lehrprobe“ – Lisi und Ensemble - „Asapissimo (Reprise)“ – Frau Gerster - „Schula, Schula“ – Lisi, Zeki und Ensemble - „Romeo und Julia“ – Ensemble - „Wegen dir“ – Zeki, Lisi und Ensemble - „Finale“ – Ensemble |

## Besetzung
| Charakter                              | Darsteller           | Bemerkung                         | Darsteller (Tour 2023) | Bemerkung                | Darsteller (Tour 2023/2024) | Bemerkung  |
| -------------------------------------- | -------------------- | --------------------------------- | ---------------------- | ------------------------ | --------------------------- | ---------- |
| Zeki Müller                            | Max Hemmersdorfer    | Januar – April 2018               | Silvio Römer           |                          | Silvio Römer                |            |
| Zeki Müller                            | Daron Yates          | Mai – September 2018              | Manuel Karadeniz       | alternierend             |                             |            |
| Elisabeth „Lisi“ Schnabelstedt         | Johanna Spantzel     |                                   | Veronika Hörmann       |                          | Veronika Hörmann            |            |
| Elisabeth „Lisi“ Schnabelstedt         |                      |                                   |                        | Nele Neugebauer          |                             |            |
| Frau Gerster                           | Elisabeth Ebner      |                                   | Franziska Kuropka      |                          | Franziska Kuropka           |            |
| Chantal                                | Rebekka Corcodel     |                                   | Jasmin Fihlon          |                          | Myriam Akhoundov            |            |
| Danger                                 | Lukas Sandmann       |                                   | Florian Heinke         |                          | Florian Heinke              |            |
| Zeynep                                 | Susi Studentkowski   |                                   | Myriam Akhoundov       | Cover Charlie            | Shireen Nikolic             |            |
| Burak                                  | Anthony Curtis Kirby |                                   | Malcolm Henry          | Cover Zeki               | Malcolm Henry               | Cover Zeki |
| Laura Schnabelstedt                    | Sandra Leitner       |                                   | Amelie Polak           | Cover Lisi Schnabelstedt | Amelie Polak                |            |
| Jerome                                 | Robin Cadet          |                                   | Soufjan Ibrahim        |                          | Joshua Edelsbacher          |            |
| Charlie                                | Jennifer Siemann     | Zweitbesetzung Lisi Schnabelstedt | Johanna Weinstich      |                          | Johanna Weinstich           |            |
| Gundlach / Attila / Bauer Kalle / Paco | Enrico Treuse        | Cover Burak                       | Steven Armin Novak     |                          | Fabian Broermann            | Cover Zeki |

weitere Darsteller
Kiara Lillian Brunken (Ensemble, Cover Chantal, Cover Zeynep, Cover Laura),
Niklas Brunner (Swing, Cover Danger, Cover Burak),
Fabian Kaiser (Ensemble, Cover Danger, Cover Jerome),
Jessica Lapp (Swing),
Hannah Moana Paul (Swing, Dance Captain, Cover Frau Gerster, Cover Charlie),
Kevin Reichmann (Swing, Cover Jerome),
Silvio Römer (Swing, Cover (später Alternate) Zeki, Cover Burak),
Jessica Rühle (Swing, Cover Chantal, Cover Laura),
Kevin Schmid (Ensemble, Ass. Dancer Captain, Cover Danger),
Stephanie Steffens (Ensemble, Cover Charlie, Cover Zeynep) und
Elena Zvirbulis (Cover Lisi, Cover Frau Gerster, Leimbach Knorr, Sieberts, Greta  …)
Die Rolle des Zeki Müller spielte bei der Dernière Silvio Römer.

weitere Darsteller (Tour 2023)
Nele Neugebauer (Ensemble, Cover Lisi Schnabelstedt, Cover Frau Gerster), Romina Markmann (Ensemble, Cover Chantal, Cover Laura Schnabelstedt), Henrik Vilhelmsson (Ensemble, Cover Danger, Cover Jerome), Nathalie Nongploi Plüss (Ensemble, Cover Zeynep), Steven Armin Novak (Ensemble, Dance Captain, Cover Burak, Cover Zeki), Sven Geiger (Swing, Cover Danger), Anna Zagler (Swing, Cover Laura, Cover Zeynep), Ruth Lauer (Swing, Cover Charlie, Cover Chantal), Elias Ziegler (Ensemble), Paul Gierlinger (Swing)

weitere Darsteller (Tour 2023/2024)
Nathalie Nongploi Plüss (Ensemble, Cover Zeynep), Lisa Maria Hanselmann (Ensemble, Cover Laura), Amber-Chiara Eul (Ensemble, Lisi Schnabelstedt, Cover Frau Gerster, Cover Charlie), Vincent Treftz (Ensemble, Cover Burak), Elias Ziegler (Ensemble, Cover Jerome, Cover Danger), Ruth Lauer (Swing, Dance Captain, Cover Chantal, Cover Charlie, Cover Frau Gerster),  Laura Tairovic (Swing, Cover Zeynep, Cover Laura), Sven Geiger (Swing, Cover Burak, Cover Jerome), Paul Elias Gierlinger (Swing, Cover Burak)

## Soundtrack
Am 22. Juni 2018 wurde der Soundtrack veröffentlicht. Die Live-Aufnahmen wurden am 21. Januar 2018 aufgenommen. Das Album konnte sich für eine Woche in den offiziellen Album Top 100 in Deutschland platzieren.
Trackliste:
1. Frische Luft (Live) – Hemmersdorfer, Siemann, Treuse, Ensemble
2. Amok (Live) – Ensemble
3. Asapissimo (Live) – Ebner, Hemmersdorfer
4. Lisi beruhig dich (Live) – Spantzel, (Hemmersdorfer)
5. Hier kommt der Mob (Live) – Hemmersdorfer, Spantzel, Ensemble
6. Weg von hier (Live) – Leitner
7. Kaltes Wasser (Live) – Hemmersdorfer, Spantzel, Ensemble
8. Zeitkapsel (Live) – Hemmersdorfer, Corcodel, Studentkowski, Kirby, Sandmann, Cadet, Ensemble
9. Zeig uns, was du hast (Live) – Siemann, Leitner, Hemmersdorfer, Ensemble
10. Unser Leben ist toll (Live) – Hemmersdorfer, Treuse, Ensemble
11. Nein, doch! (Live) – Hemmersdorfer, Treuse, Sandmann, Ensemble
12. Sprayersong (Live) – Hemmersdorfer, Spantzel, Sandmann, Corcodel, Kirby, Ensemble
13. Ganz schön knapp (Live) – Hemmersdorfer, Spantzel, Corcodel, Ensemble
14. Lehrprobe (Live) – Spantzel, Leitner, Corcodel, Kirby, Ensemble
15. Schula, Schula (Live) – Hemmersdorfer, Spantzel, Ensemble
16. Romeo und Julia (Live) – Ensemble
17. Wegen dir (Live) – Hemmersdorfer, Spantzel, Corcodel, Leitner, Cadet, Sandmann
18. Finale (Live) – Ensemble

## Nominierungen und Auszeichnungen
Am 1. Oktober 2018 gewann Fack ju Göhte den Deutschen Musical Theater Preis in der Kategorie Bestes Musical. Insgesamt war es in sieben Kategorien nominiert. Bei den BroadwayWorld Germany Awards 2018 wurde das Musical für das beste Bühnenbild ausgezeichnet.